# Flandes
Flandes – miasto w Kolumbii, w departamencie Tolima.